# Tuyến Wirye–Sinsa
Tuyến Wirye–Sinsa (tiếng Hàn: 위례신사선; Hanja: 慰禮新沙線) là một tuyến tàu điện ngầm tương lai dự tính mở cửa vào năm 2024, ở Seoul, Hàn Quốc. Dự kiến khởi công vào năm 2021.

## Ga
Tên nhà ga dưới đây chưa phải là tên chính thức.
| Số ga | Tên ga                                         | Tên ga              | Tên ga              | Chuyển tuyến | Khoảng cách (km) | Tổng khoảng cách (km) | Vị trí | Vị trí     |
| Số ga | Tiếng Anh                                      | Hangul              | Hanja               | Chuyển tuyến | Khoảng cách (km) | Tổng khoảng cách (km) | Vị trí | Vị trí     |
| ----- | ---------------------------------------------- | ------------------- | ------------------- | ------------ | ---------------- | --------------------- | ------ | ---------- |
| S701  | Wirye Jungang                                  | 위례중앙            | 慰禮中央            |              |                  |                       | Seoul  | Songpa-gu  |
| S702  | Sinmunjeong                                    | 신문정              | 新文井              |              |                  |                       | Seoul  | Songpa-gu  |
| S703  | Chợ Garak                                      | 가락시장            | 可樂市場            | (350) (817)  |                  |                       | Seoul  | Songpa-gu  |
| S704  | Tancheon                                       | 탄천                | 炭川                |              |                  |                       | Seoul  | Songpa-gu  |
| S705  | Hangnyeoul                                     | 학여울              | 鶴여울              | (346)        |                  |                       | Seoul  | Gangnam-gu |
| S706  | Samseong (Trung tâm Thương mại Thế giới Seoul) | 삼성 (무역센터)     | 三成 (貿易센터)     | (219)        |                  |                       | Seoul  | Gangnam-gu |
| S707  | Bongeunsa                                      | 봉은사              | 奉恩寺              | (929)        |                  |                       | Seoul  | Gangnam-gu |
| S708  | Cheongdam (Sở giao dịch vàng Hàn Quốc)         | 청담 (한국금거래소) | 淸潭 (韓國金去來所) | (729)        |                  |                       | Seoul  | Gangnam-gu |
| S709  | Công viên Dosan                                | 도산공원            | 島山公園            |              |                  |                       | Seoul  | Gangnam-gu |
| S710  | Bệnh viện Eulji                                | 을지병원            | 乙支병원            |              |                  |                       | Seoul  | Gangnam-gu |
| S711  | Sinsa                                          | 신사                | 新沙                | (337)        |                  |                       | Seoul  | Gangnam-gu |

Dự kiến mở rộng đến Hanam thông qua thành phố Hanam
| Số ga | Tên ga        | Tên ga   | Tên ga   | Chuyển tuyến | Khoảng cách (km) | Tổng khoảng cách (km) | Vị trí   | Vị trí    |
| Số ga | Tiếng Anh     | Hangul   | Hanja    | Chuyển tuyến | Khoảng cách (km) | Tổng khoảng cách (km) | Vị trí   | Vị trí    |
| ----- | ------------- | -------- | -------- | ------------ | ---------------- | --------------------- | -------- | --------- |
|       | Sinmunjeong   | 위례하남 | 慰禮河南 |              |                  |                       | Seoul    | Songpa-gu |
| S701  | Wirye Jungang | 위례중앙 | 慰禮中   |              |                  |                       | Gyeonggi | Hanam     |